# Linia kolejowa Ljubljana Šiška – Kamnik Graben
Linia kolejowa Ljubljana Šiška – Kamnik Graben – jedna z linii kolejowych, które tworzą sieć kolejową w Słowenii.

## Trasa
Początkową stacją kolejową jest Ljubljana Šiška, natomiast ostatnim Kamnik Graben. Pociągi pasażerskie kursują z głównego dworca w Lublanie przez dworzec towarowy Ljubljana Šiška, nie zatrzymując się na nim.